# София Антиполис
„Софѝя Антиполис“ (на френски: Sophia Antipolis) е технологичен парк, разположен на площ от 2400 хектара в департамента Алп Маритим в югоизточна Франция. Намира се на северозапад от Антиб и на югозапад от Ница.
Към 2021 г. „Софѝя Антиполис“ е дом на 2500 компании, с оценена стойност над 5,6 милиарда евро, и предоставя работа на над 38 000 души, представители на повече от 80 националности. По-голямата част от парка е разположена в комуната Валбон. Технопаркът е създаден през 1970 – 1984 г. като място за работа на компании в областта изчислителната техника, електрониката, фармакологията и биотехнологите. Тук са разположени също няколко висши учебни заведения и европейската щаб-квартира на консорциума W3C.
Технопаркът „София Антиполис“ е наречен в чест на Софѝ Гликман-Тумаркин – съпругата на основателя на парка, френския сенатор Пиер Лафит. Освен това думата „софия“ в превод от гръцки език означава „мъдрост“, а „Антиполис“ е древногръцкото наименование на град Антиб.

## Непълен списък на компаниите и организациите, разположени в технопарка „София Антиполис“
- Mines ParisTech – висше училище за подготовка на елитни инженери за енергетиката и добивната индустрия
- 3Roam
- Accenture
- Air France
- Amadeus, ИТ компания в туристическата индустрия
- American Express Business Travel
- ARM Limited
- Atos Origin
- Cadence Design Systems
- Capgemini
- CODIX
- CSR plc
- Европейски институт по стандартизация в областта на телекомуникациите (ETSI)
- EURECOM
- European Research Consortium for Informatics and Mathematics (ERCIM), европейска щаб-квартира на World Wide Web Consortium (W3C)
- Fortinet
- France Telecom
- Galderma Laboratories
- Hewlett-Packard
- Hitachi Sophia-Antipolis laboratory
- Honeywell
- IBM
- Icera Semiconductor
- Infineon Technologies
- INRIA, Sophia-Antipolis unit
- Luxottica
- MRL Technology
- Nicox
- Orange
- Pixeet
- Polytech'Nice-Sophia, политехниката на университета в Ница (Université Nice-Sophia-Antipolis)
- Questel[5]
- Rohm and Haas
- SAP AG, SAP Labs France
- Schneider Electric
- Skema Business School[6]
- Sopra Steria
- STMicroelectronics – STNWireless JV.
- Tetra Engineering Europe
- The Next Level
- UDcast
- Wall Street Systems
- Wipro

Към предимствата на парка „София Антиполис“ също може да се отнесе близостта до филиалите на Thales Alenia Space (Кан), IBM („Ла Год“) и Texas Instruments.